# Tryskäret
Tryskäret är en ö i Finland. Den ligger i Norra Östersjön och i kommunen Kimitoön i den ekonomiska regionen  Åboland i landskapet Egentliga Finland, i den sydvästra delen av landet. Ön ligger omkring 77 kilometer söder om Åbo och omkring 150 kilometer väster om Helsingfors.
Öns area är 1 hektar och dess största längd är 240 meter i nord-sydlig riktning. Ön höjer sig omkring 5 meter över havsytan.